# Лъв Диоген
Лъв Диоген (на гръцки: Λέων Διογένης 1069 – март 1087) е византийски държавник и военачалник от края на 11 в., син на император Роман IV Диоген и на императрица Евдокия Макремволитиса.
Лъв Диоген е роден през 1069 г. по време на управлението на баща му Роман IV Диоген. Още като дете Лъв е коронован за съимператор на баща си. Император Роман IV Диоген е детрониран през 1071 г. и умира на следваща година, когато Лъв е още невръстно дете, а малко след това императрицата-майка Евдокия е заточена в манастир, където заедно с нея са изпратени малолетният Лъв и по-големият му брат Никифор. Там Лъв остава до възцаряването на император Алексий I Комнин през 1081 г. По заповед на Алексий I Лъв и брат му са върнати обратно в императорския дворец, където са отгледани и възпитани от Алексий I като негови родни синове.
По сведения на Анна Комнина Лъв Диоген е сред най-верните поддръжници на баща ѝ, който му възложил да се опълчи с войски не само срещу нашествието на норманите в Южна Италия, но и срещу това на печенегите, нахлули в южнодунавските теми на империята през 1087 г.. Лъв Диоген умира по време на битката срещу печенегите, провела се при Дръстър през март 1087 г. Тогава той и отрядът му се увлекли в преследване на противника, отдалечавайки се по този начин от основните ромейски сили. Когато наближили обоза на врага, Лъв и хората му били атакувани и той паднал убит в сражението.